# Hoàng kỳ Mông cổ
Hoàng kỳ Mông cổ, tên khoa học Astragalus mongolicus, là một loài thực vật có hoa trong họ Đậu. Loài này được Bunge miêu tả khoa học đầu tiên.